# Casa de Nemanjić
La dinastía Nemanjić (en serbio: Немањићи; españolizado: Nemáñich) fue la dinastía real de la Serbia medieval. La dinastía recibió el nombre de Stefan Nemanja (españolizado:Esteban Nemaña), fundador de la misma y descendiente de la Casa Vojisavljević (españolizado:Voyisavllevich). La dinastía dio once monarcas, y tuvo continuidad en la Casa Lazarević (españolizado:Lazarevich) y luego en la Casa Branković (españolizado:Brankovich). La dinastía Nemanjić gobernó Serbia entre 1166 y 1371. 
Después de que Stefan Nemanja adoptara el nombre de Stefan (en griego: Stephanos significa «coronado con corona de flores», ya que esta se denomina en griego stephos), todos los monarcas siguientes usaron ese nombre como título. El nombre se convirtió pronto en el emblema de la monarquía, y todos los pretendientes mostraban sus pretensiones al trono poniéndolo delante de sus propios nombres.
Los Nemanjić crearon un Estado bien organizado y potente, edificaron muchas iglesias y monasterios y ampliaron su territorio. Algunos de los monarcas de esta casa real incluso escribieron algunas de las obras literarias más importantes de su tiempo.
El escudo de los Nemanjić fue el águila bicéfala blanca con el fondo rojo, heredado de la dinastía bizantina, los Paleólogo.
Los monarcas de esta casa primero llevaron el título de gran župan (gran príncipe) de Raška desde 1166, y Serbia llevaba el título de županija (Principado). Después de la coronación de Stefan El Primer coronado en 1217, el título completo fue Rey de las tierras de Raška, Duklja, Travunia, Dalmacia y Zahumlje, aunque la versión más corta era Rey de los serbios. En el año 1346, el título del monarca serbio pasó a ser el de Zar, con lo cual el título completo era Zar de todos los serbios, albaneses, griegos y búlgaros.

## Genealogía de los Nemanjić
Stefan Nemanja, el gran župan, se casó con Ana (que al final de su vida se ordenó y cambió el nombre a Anastasia), y con ella tuvo tres hijos; Vukan, Stefan y Rastko (más tarde, San Sava), así como dos hijas.
- Vukan Nemanjić tuvo los hijos Djordje, Stefan, Dimitrije, Vladin y Rastko, de los cuales sólo župan Dimitrije tuvo descendientes: un hijo, Vratislav. Este tuvo a su vez al príncipe Dimitrije Vratko, y este al župan Nikola y a una hija, Milica, que se casó con Lazar Hrebeljanović).

- Stefan II Nemanjić «el primer coronado» se casó primero con Evdokija, la hija de Alejo III Ángelo, pero más tarde volvió a casarse con Ana Dándolo, nieta de Enrique Dándolo, el dux de Venecia. Con Ana tuvo cinco hijos: Radoslav, Vladislav, Predislav y Uroš I, así como una hija, Komnena. 
  - Stefan Radoslav se casó con Ana, hija de Teodoro I Ángel, déspota y emperador de Tesalónica.
  - Stefan Vladislav se casó con Beloslava, hija del zar búlgaro, Asen II y con ella tuvo tres hijos: Esteban, Desa y una hija más.
  - Predislav eligió la vida religiosa y se convirtió en monje. Luego llegó a ser arzobispo serbio San Sava II.
  - Uroš I se casó con Elena de Anjou y con ella tuvo hijos: Dragutin, Milutin y Stefan. 
    - Stefan Dragutin, el rey de Srem, se casó con Catalina, la hija del rey húngaro, Esteban V, y con ella tuvo: Vladislav, Uroš (el monje Stefan), Jelisaveta, casada con Stefan I Kotromanić, y una hija más, casada con Pavle Šubić.
      - Vladislav, estuvo casado primero con Ana Morozzini y luego con la hija de duque de Transilvania, Ladislav Apor.
      - Milutin estuvo casado cinco veces: su primera mujer fue Jelena, perteneciente a la nobleza serbia. La segunda fue la hija del gobernador de Tesalia, Huan I Ángel, la tercera, Isabel, hija del rey húngaro, Esteban V, la cuarta, Ana, hija del zar búlgaro Georgio Tarter, y la quinta, Simonida, hija del emperador bizantino, Andrónico II Paleólogo. Con Simonida tuvo los hijos: Stefan y Konstantin, y las hijas Ana (casada con Mihailo Šišman, el zar búlgaro), y Zorica.
        - Stefan Dečanski estuvo casado primero con Teodora, hija del zar búlgaro Smilec, con la que tuvo Dushan, Dušica y según algunos, también Jelena (casada con Mladen III Šubić). Luego se casó con María, hija de Juan Paleólogo. Con María, tuvo Siniša, Jelena (casada con Mladen III Šubić) y Teodora (casada con el déspota Dejan).
          - Stefan Dušan estuvo casado con Elena, hermana del zar búlgaro Huan Alejandro, y con ella tuvo dos hijos: Stefan Uroš V, y Simeon Siniša. 
            - Stefan Uroš V se casó con Ana, hija del duque de Valaquia, Alejandro.

          - Simeon (Uroš) Nemanjić estuvo casado con Tomaida, hija de Juan II Orsini y Ana Paleóloga Angelina, y con ella tuvo a Juan Uroš, Esteban Uroš y María Angelina Ducaina Paleóloga (estuvo casada con Tomás Preljubović, déspota de Ioánina, y luego con Esau de' Buondelmonti. Esteban Uroš se casó con la hija de Francisco Georgio, Margrave de Bodonitsa.

De las dos hijas de Stefan Nemanja, una, Efimia, se casó con el despotes Manuel Ángel, que luego será el despotes y emperador de Tesalónica, y la segunda con un tal Asen, con el que tuvo un hijo, el futuro zar búlgaro, Constantino Asen.

## Lista de monarcas de la dinastía Nemanjić[1]

Monasterio serbio ortodoxo Hilandar en el monte Athos, fundado por San Sava y su padre, Stefan Nemanja

- Stefan Nemanja también Stefan I Nemanja (1166-1199), Gran zupan de Serbia.
- Vukan II Nemanjić (1196-1208), gobernador de Zeta
- Stefan II Nemanjić, llamado Stefan El Primercoronado (1176-1228).
- Stefan Radoslav (1228-1234)
- Stefan Vladislav I (1234-1243)
- Stefan Uroš I (1243-1276)
- Stefan Dragutin (1276-1282) (después gobernó también Srem)
- Stefan Uroš II Milutin (1282-1321)
- Stefan Vladislav II (1321 - alrededor de 1325)
- Stefan Uroš III Dečanski (1321-1331)
- Stefan Uroš IV Dušan - Zar Dušan, el Grande (1331-1355), Rey de Serbia (1331-1346); Zar de todos los serbios, albaneses, griegos y búlgaros (1346-1355)
- Zar Stefan Uroš V - Uroš el Débil (1355-1371)

### Casa Lazarević
El hijo del Zar Dušan, Stefan Uros, no tuvo hijos, y la Casa de Lazarević surgió a partir de Milica Nemanjić, que era prima de Dušan y se casó con el Knez Lazar: 
- Knez Lazar Hrebeljanović (1371-1389)
- Despotes Stefan Lazarević (1389-1427)

### Casa Branković
La hija de knez Lazar, Mara, se casó con el noble Vuk Branković. Sus descendientes gobernaron Serbia.
- Despotes Đurađ Branković (1427-1456)
- Despotes Lazar Branković (1456-1458)
- Despotes Stefan Branković (1458-1459)

### Los Nemanjić, monarcas delDespotado de Epiro
Simeon-Siniša fue el hijo de Stefan Dečanski y María Paleólogo y hermanastro de Zar Dušan y se sentía más griego que serbio. Su hermanstro le dio Epiro, donde él gobernaba como el despotes hasta 1359, cuando se independizó del hijo de Zar Dušan, Uroš el Débil, y gobernó Epiro como déspota independiente hasta su muerte. Tuvo dos hijos - Stefan Nemanjić y Jovan Uroš, quien heredó a su padre en el trono Epiro. Después de su muerte, el Despotado de Epiro se extinguió junto con ese ramo de la dinastía Nemanjić.
- Zar Simeon-Siniša de Epiro (1359-1370), hijo de Stefan Dečanski y la princesa griega
- Zar Jovan Uroš de Epiro (1370-1373), hijo de Simeon-Siniša; el último monarca de Epiro.